# Roveredo (Grisons)
Pour les articles homonymes, voir Roveredo.
Roveredo est une commune suisse du canton des Grisons, située dans la région de Moesa.

Vue aérienne (1964)

## Autoroute
L'autoroute A13 traversa le village de Roveredo pendant 47 ans, de sa construction en 1969 à l'ouverture du tunnel de contournement en novembre 2016.
La construction du tunnel autoroutier permet au trafic de contourner le village. Quant à l'ancien tronçon, il est démoli, ce qui est une première en Suisse. Le centre du village est réhabilité avec notamment la reconstruction d'une place centrale, détruite en 1969.